# Postknight 2
Postknight 2 est un jeu vidéo de type action-RPG développé et édité par Kurechii, sorti le 12 décembre 2021 sur iOS et Android.
C'est la suite directe de Postknight.

## Système de jeu
Le joueur incarne un chevalier-facteur, ou postalier. Le joueur doit le faire arriver au bout des différents niveaux du jeu, qui sont eux-mêmes constitués d'une succession de combat. Pour ce faire, il peut améliorer l'équipement du chevalier. Pendant les missions, le joueur contrôle le postalier avec trois boutons qui lui permettent de charger vers les ennemis, bloquer les attaques ennemies et de soigner ses blessures.
En accomplissant certaines missions, le joueur peut monter en rang. Un rang élevé permet au joueur d'avoir accès à plus de zones qu'un rang moins élevé.
Le joueur peut également former des liens avec des personnages en leur échangeant des objets.

## Accueil
Le jeu a une note de 4/5 sur Google Play.